# Jack Barnes (Mediziner)
John Handyside „Jack“ Barnes (* 1922; † 1985) war ein australischer Arzt und Physiker in Queensland, Australien.
Barnes war von 1947 bis 1953 Medical Superintendent auf dem Thursday Island in der Torres-Straße. Ab 1953 war er als Allgemeinmediziner in Cairns tätig.

## Forschung

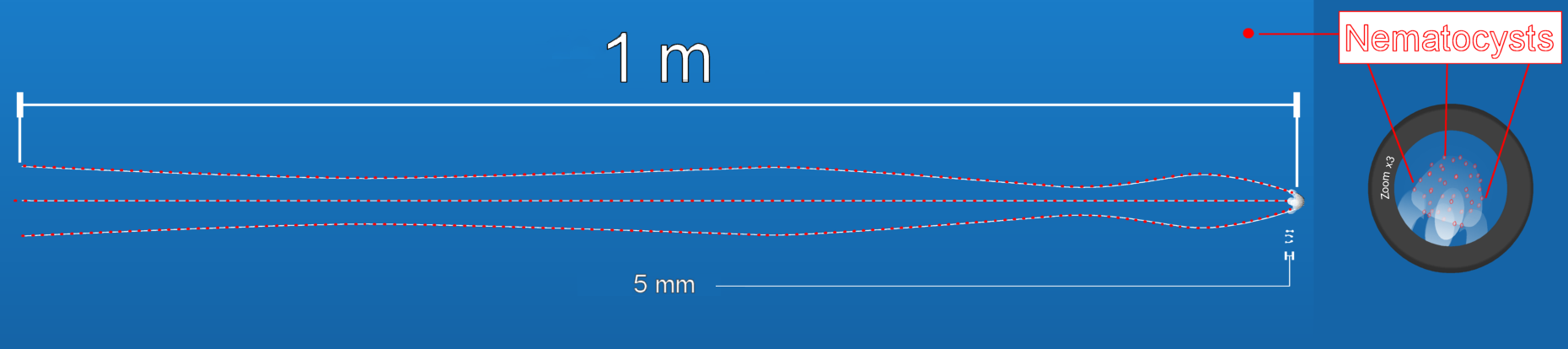
Carukia barnesi

Bekannt geworden ist er wegen seiner Forschungen an der Würfelqualle. Zudem hat er 1961 die Ursache des Irukandji-Syndroms entdeckt. Er ließ sich selbst und seinen Sohn von einer Irukandji-Qualle streifen, um sicherstellen zu können, dass es sich wirklich um die besagte Qualle handelt. Die Irukandji-Qualle ist eine Unterart der Würfelqualle und hält sich größtenteils vor der australischen Küste auf. Ein Gegengift konnte Jack Barnes noch nicht finden.
Durch die Forschungen von Jack Barnes ist die Qualle auch unter dem Namen Carukia barnesi bekannt.